# Ryota Oshima
Ryota Oshima (n. 23 ianuarie 1993, Shizuoka, Japonia) este un fotbalist japonez.
Între 2016 și 2019, Oshima a jucat 7 meciuri pentru echipa națională a Japoniei. Oshima a jucat pentru naționala Japoniei la Campionatul Mondial din 2018.

## Statistici
| Japonia | Japonia | Japonia |
| An      | Meciuri | Goluri  |
| ------- | ------- | ------- |
| 2016    | 1       | 0       |
| 2017    | 1       | 0       |
| 2018    | 3       | 0       |
| 2019    | 2       | 0       |
| Total   | 7       | 0       |